# Stop Online Piracy Act
Stop Online Piracy Act (SOPA або H.R. 3261) — законопроєкт, внесений в Палату представників в США 26 жовтня 2011 року Ламаром Смітом і групою з 12 співавторів. Законопроєкт розширював можливості американських правоохоронних органів і правовласників у боротьбі з нелегальним контентом в Інтернеті, торгівлею захищеної авторським правом інтелектуальною власністю і контрафактом.
Законопроєкт зустрів масовану опозицію та протести, і 20 січня 2012 голова юридичного комітету Конгресу США Сміт оголосив, що роботу над законопроєктом відкладено на невизначений час.

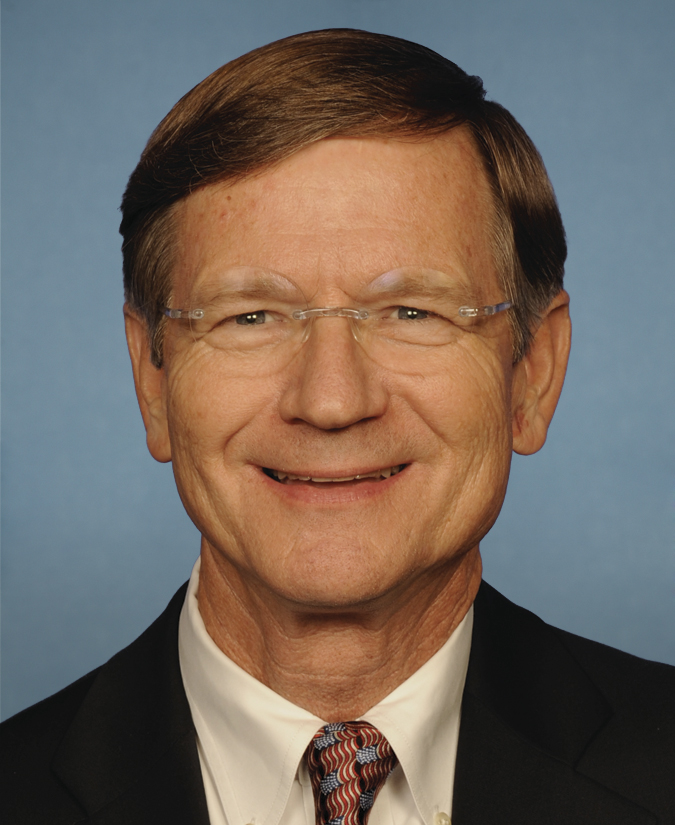
Конгресмен США Ламар Сміт, який вніс законопроєкт на розгляд.

## Сутність проєкту
Згідно з законопроєктом, будь-який учасник діяльності в мережі Інтернет — починаючи з провайдерів, пошукових систем і навіть рекламодавців, — зобов'язаний фактично за будь-яким зверненням правовласника припинити надання послуг ресурсу, звинувачуваному в піратстві, і припинити з ним будь-яку взаємодію (наприклад, закрити канал оплати контенту, призупинити рекламний контракт, обмежити дію платіжної системи, виключити сайт з пошукової видачі, видалити посилання на сайт, повністю заблокувати сайт для відвідування, заборонити платіжним системам (як-от PayPal, Visa тощо) проводити платежі на користь сервісів і так далі), інакше будь-який з прямих і непрямих контрагентів звинувачуваного сайту буде розцінюватися як його співучасник.
Законопроєкт оголошував кримінальним злочином несанкціоване потокове мовлення або інше поширення захищеного авторським правом контенту з встановленням винному максимального покарання у вигляді тюремного ув'язнення на термін до 5 років (при встановленні факту розповсюдження хоча б 10 музичних або відеозаписів за 6 місяців). При цьому імунітет від судового переслідування отримували всі інтернет-компанії, які добровільно і за власною ініціативою вжили будь-яких заходів проти інтернет-сервісів, що поширюють захищений контент, при одночасному прийнятті цими компаніями відповідальності за шкоду, завдану ними власникам сайтів, які звинувачувалися в нелегальному поширенні контенту і довели свою невинність.
Прихильники законопроєкту заявляли, що він необхідний для збереження прибутків організацій, робочих місць та захисту інтелектуальної власності у відповідних галузях (фільми, музика, програмне забезпечення тощо); особливо наголошувалося, що він допоможе ефективно боротися з сервісами, розташованими за межами США, поза їх юрисдикцією.
Противники SOPA вважали, що законопроєкт порушує Першу поправку до Конституції США (як закон, що обмежує свободу слова та друку), запроваджує цензуру в Інтернеті, обмежує можливості розвитку Інтернету.
16 листопада та 15 грудня 2011 року Юридичний комітет Палати представників провів слухання з SOPA. Комітет планував продовжити дискусію, коли Конгрес повернеться зі своїх зимових канікул.

## Підтримка
Stop Online Piracy Act було запропоновано членом Палати представників від штату Техас Ламаром Смітом у співавторстві з кількома іншими конгресменами (станом на 16 січня 2012 у цього акту був 31 спонсор). Список організацій, що підтримували законопроєкт, налічував 142 компанії.

## Противники SOPA
| - ACLU - AOL - eBay - Electronic Frontier Foundation - Facebook - Google | - Human Rights Watch - LinkedIn - Mojang AB - Mozilla Corporation - NameCheap - reddit | - Reporters Without Borders - Tumblr - Twitter - Wikimedia Foundation - Yahoo! - YouTube | - Лабораторія Касперського |

16 листопада 2011 року Tumblr, Mozilla, Techdirt, Center for Democracy and Technology і багато інших інтернет-компаній взяли участь в Американському дні цензури, протестуючи проти SOPA.
Внаслідок підтримки SOPA доменним реєстратором Go Daddy Фонд Вікімедіа ухвалив рішення про зміну провайдера послуг делегування своїх доменів, про відповідне рішення у своєму твітері оголосив Джиммі Вейлз. Дане рішення було прийнято в рамках масштабної акції, що почалася 22 грудня з обговорення в соціальній мережі reddit; на 25 грудня реєстратор втратив 16 191 домен через бойкот противників законопроєкту. 26 грудня була запущена пошукова бомба, метою якої було — знизити позицію GoDaddy як доменного реєстратора в пошуковій видачі. 23 грудня топ-менеджмент GoDaddy оголосив про відмову від підтримки законопроєкту.